# Српска православна црква у Гложану (Бачки Петровац)
Српска православна црква у Гложану је српска православна црква, посвећена рођењу Јована Крститеља, а основана у првој половини 18. века. Налази се у Улици Ослободилачка бр. 61 (ранији назив улице: Милана Ђупа бр. 2) и припада Епархији бачкој. Представља непокретно културно добро као споменик културе Србије.

## Опште информације
Основана је у првој половини 18. века, а стилским карактеристикама припада класицистичкој архитектури са елементима барока. Унутар цркве као и на спољашњем изгледу виде се две фазе и два различита стила градње.
Гложањска црква је једнобродна грађевина  са поделом на травеје по подужној оси и торњем звоника на западној страни. Главни корпус цркве потиче вероватно из периода пре 1750. године и највероватније великим делом осливака првобитни изглед храма, западни део са торњем је из каснијег времена, верује се из 1839. године, када је црква обновљена.
Западна фасада је посебно украшена композитним пиластрима који фланкирају главни улаз, деле фасаду на три поља и носе истакнути степенасти венац. Сликарство у цркви нема већи уметнички значај, једина вреднија икона је поклон Петра Василића из Чиба из 1856. године. Због историјског значаја православне цркве у Гложану, која је важан документ за реконструисање правца миграције Срба у току прве и друге сеобе као и због њених типолошких архитектонских особина које су сразмерно ретке, ова грађевина се ставља под споменик културе.
Црква је реновирана 1961. године, а крајем 19. века у Гложану се помиње постојање црквене школе.